# Anglo-Celtic Watch Company
La Anglo-Celtic Watch Company fue una empresa relojera británica, fundada en 1946 y en funcionamiento hasta 1980, con sede en la localidad galesa de Ystradgynlais.

## Historia
La compañía fue fundada a instancias del gobierno británico por Smiths Industries Ltd, Ingersoll Watch Company e inicialmente Vickers-Armstrong, que vendería sus acciones a las otras dos empresas en 1948.
El 15 de marzo de 1947 se Inauguró en Ystradgynlais (en la comunidad de Powys, en Gales) la planta de fabricación de relojes más grande del Reino Unido. La factoría, comnocida con el nombre de The Gurnos Works, había comenzado a operar en agosto de 1946. Esta fábrica, con aproximadamente 9.500 m² edificados, compartía el emplazamiento con la Enfield Clock Factory, un establecimiento hermano que operaba desde enero de 1949.
La Anglo-Celtic Watch Co. Ltd se convirtió en un caso excepcional, porque en un momento fue la única empresa en el mundo que producía un relojes desde la materia prima hasta el producto terminado listo para su venta. Las únicas piezas compradas eran el resorte regulador y el cristal.
Llegó a dar empleo a un máximo de 1420 personas (con un 72 % mujeres y un 28 % hombres). y fabricó más de treinta millones de relojes hasta junio de 1980, exportados a unos 60 países